# 100734 Annasvídnická
100734 Annasvídnická è un asteroide della fascia principale. Scoperto nel 1998, presenta un'orbita caratterizzata da un semiasse maggiore pari a 3,1025308 UA e da un'eccentricità di 0,1664610, inclinata di 2,30749° rispetto all'eclittica.
L'asteroide è dedicato a Anna di Świdnica (Anna Svídnická in ceco), regina di Boemia e di Germania.